# Театр Труда
Театр Труда — драматический театр, расположенный на Страстном бульваре в Москве. Основан в 2015 году. Стал первым российским театром, занимающимся возрождением и популяризацией производственной драмы.

## История
Главными идеологами, основателями и руководителями театра являются продюсер Елена Лазько и сопредседатель «Экологической палаты России», директор Института СТЭИ Вадим Петров.
В 2015 году студентами и выпускниками Школы-студии МХАТ был поставлен спектакль «Большая руда», возникший как самостоятельный проект. Его премьера состоялась 1 декабря 2015 года в Культурном центре «ЗИЛ».
В дальнейшем он вошёл в постоянный репертуар Театра Труда, а также был показан на гастролях в Оленегорске, Норильске и других городах.
В начале 2017 года театр был официально зарегистрирован, у него появилась постоянная сцена по адресу Петровка 17 строение 2. В конце 2017 года театр переехал в новое здание по адресу Страстной бульвар 10с1.
Театральный обозреватель «Афиши Daily» Алексей Киселёв так охарактеризовал Театр Труда: «Новый частный театр в центре города с удивительной специализацией: здесь показывают спектакли строго на производственные темы. Официально формат заведения обозначен так: „лаборатория индустриальной драмы“. В фойе — уютный бар, где можно отведать гречневый попкорн и шоколадные болты. В репертуаре — выполненная в эстетике театра „Практика“ классика соцреализма: „Большая руда“ (режиссёр Кирилл Вытоптов) и „Сталевары“ (режиссёр Алексей Розин). Автор идеи и создатель театра — продюсер Елена Лазько — обозначает цели просто и понятно: повысить авторитет промышленников, популяризировать рабочие профессии среди молодёжи. Способствовать популяризации призвана и комфортная продолжительность всех спектаклей — ровно час».
В осеннем сезоне 2017 года Театр Труда предоставлял площадку для Театра новой пьесы Николая Коляды.
В 2019 году театр стал членом Союза независимых театров.

## Репертуар
- «КАЛКИ» по роману Гора Видала (режиссёр — Алёна Лазько)
- «Человек из Кариота» по мотивам нескольких произведений (режиссёры — Андрей Стадников, Павел Семченко)[11][12]
- «Ребёнок из Кариота» по мотивам нескольких произведений (режиссёры — Андрей Стадников, Павел Семченко)
- «Потомки солнца» по мотивам нескольких произведений (режиссёр — Андрей Стадников)
- «Большая руда» по повести Георгия Владимова (режиссёр — Кирилл Вытоптов)
- «Сталевары» по пьесе Геннадия Бокарева (режиссёр — Алексей Розин)
- «Чемодан-блюз» по произведениям Сергея Довлатова «Чемодан», «Хочу быть сильным» и «Блюз для Натэллы» (режиссёр — Сергей Муравьёв)
- «Армагеддон на Плутоне» (режиссёр — Алексей Розин)
- «The Oil» по пьесе Эллы Хиксон (режиссёр — Кирилл Вытоптов)
- «Нефтяной бум улыбается всем» по пьесе Максуда Ибрагимбекова (режиссёр — Кирилл Вытоптов)